# آمیستاد (نیومکزیکو)
امیستاد، نیو مکزیکو (به انگلیسی: Amistad, New Mexico) یک منطقهٔ مسکونی در ایالات متحده آمریکا است که در نیومکزیکو واقع شده‌است.